# Zatjernovskaja
Zatjernovskaja (ryska: Зачерновская) är ett vattendrag i Belarus.   Det ligger i voblasten Vitsebsks voblast, i den nordöstra delen av landet, 230 km nordost om huvudstaden Minsk.
Omgivningarna runt Zatjernovskaja är en mosaik av jordbruksmark och naturlig växtlighet. Runt Zatjernovskaja är det ganska tätbefolkat, med 104 invånare per kvadratkilometer.